# Маргарита Валуа (1295–1342)
Маргарита Валуа (1295—1342) — французька принцеса, донька Карла Валуа і Маргарити Анжуйської. Сестра короля Франції Філіпа VI. Була далеким нащадком Великих князів Київських.

## Біографія
Народилась 1295 р. Була донькою Карла Валуа та його першої дружини Маргарити Анжуйської.
1310 року Маргарита одружилась з Гі I де Блуа-Шатільон. У подружжя було троє дітей. 

## Родина
Чоловік — Гі І, граф Блуаський
Діти: 
- Людовик I де Шатільон (пом. 1346), граф Блуа, Дюнуа і Фретавалю
- Карл Блуаський (1319—1364), герцог Бретані
- Марія, одружена з Рудольфом, герцогом Лотарингії та пізніше з Фредеріком VII графом Лейнінгену-Дагсбургу.